# Kórop
Kórop (en ucraniano: Короп, lit. 'carpa') es un pueblo ucraniano perteneciente al óblast de Chernígov. Situado en el norte del país, forma parte del raión de Nóvgorod-Síverski y es centro del municipio (hromada) homónimo.

## Toponimia
El nombre del lugar en ruso es también Kórop (en ruso: Короп).

## Geografía
Kórop se ubica en las afueras meridionales del parque natural nacional de Mezynsky, junto a la orilla meridional del río Desná, unos 50 km al suroeste de Nóvgorod-Síverski.

## Historia
Se halla junto a los restos arqueológicos de una antigua ciudad medieval, destruida durante la invasión mongola de la Rus de Kiev. Se han identificado estos restos con la antigua ciudad de Jorobor (en ucraniano: Хоробор), mencionada varias veces en el códice de Hipacio en los siglos XII-XIII. El pueblo refundado de Kórop perteneció al Gran Ducado de Lituania hasta el año 1500, cuando fue conquistado por Iván III de Rusia. La República de las Dos Naciones recuperó el pueblo en la paz de Deúlino de 1618. En 1635 pasó a ser la sede de su propia vólost, en el powiat de Nóvgorod-Síverski del voivodato de Chernígov. Tras la rebelión de Jmelnitski pasó a ser sede de una sotnia del regimiento cosaco de Nizhyn.
El asentamiento quedó casi completamente destruido tras varios enfrentamientos en la posterior guerra ruso-polaca, pero se reconstruyó rápidamente como una ciudad importante entre 1668 y 1672, cuando fue nombrado hetman Demián Mnohohrishni, originario de este pueblo. 
En 1782, el Imperio ruso estableció aquí la sede de un uyezd, que desde 1802 quedó integrado en la gobernación de Chernígov. Entre los siglos XVIII y XIX se construyeron aquí nueve iglesias ortodoxas y una sinagoga, haciendo de esta localidad uno de los principales conjuntos monumentales de la región. Kórop era considerado uno de los centros de producción de cuero de la gobernación de Chernígov, famoso por su cerámica.
La RSS de Ucrania le dio el estatus de asentamiento de tipo urbano en 1924.
Durante la Segunda Guerra Mundial, Kórop fue ocupada por el avance de las tropas alemanas en 1941, recuperada por las tropas soviéticas el 4 de septiembre de 1943.
Hasta el 18 de julio de 2020, Kórop fue centro del raión de Kórop. El raión se abolió en julio de 2020 como parte de la reforma administrativa de Ucrania, que redujo el número de raiones del óblast de Chernígov a cinco. El área del raión se integró en el raión de Nóvgorod-Síverski.En 2023, perdió el estatus de asentamiento de tipo urbano en la legislación ucraniana debido a la eliminación de este estatus administrativo.

## Demografía
La evolución de la población de Kórop entre 1897 y 2022 fue la siguiente:
| 1445                                                          | 4915 | 5745 | 5567 | 5486 | 4490 |
| (Fuente: Cities & Towns of Ukraine y UKRAINE: Größere Städte) |      |      |      |      |      |

Según el censo de 2001, la lengua materna de la mayoría de los habitantes, el 96,6%, es el ucraniano; del 3,23% es el ruso.

## Administración
Es sede de un municipio que incluye como pedanías 49 localidades rurales, con una población municipal total de unos diecisiete mil habitantes. El municipio fue creado en 2016 mediante la fusión del ayuntamiento urbano de Kórop (que hasta entonces no tenía pedanías) con los vecinos consejos rurales de Atiusha, Bylka, Budyshche, Býshenky, Vilne, Horodyshche, Karylske, Krasnopilia, Lukniv, Nejáyivka, Obolonnia, Proletarske (actual Poliske), Rybotýn, Ryzhký, Zhovtneve (actual Rozhdéstvenske) y Shabalýniv, a los que se añadieron en 2020 los de Raihorodok y Sojachí.

## Infraestructura

### Arquitectura, monumentos y lugares de interés
En 1764 se construyó la iglesia de la Ascensión en estilo barroco.

## Personas importantes
- Nikolái Kibálchich (1853-1881): revolucionario ruso, principal experto en explosivos de Naródnaya Volia.

## Galería

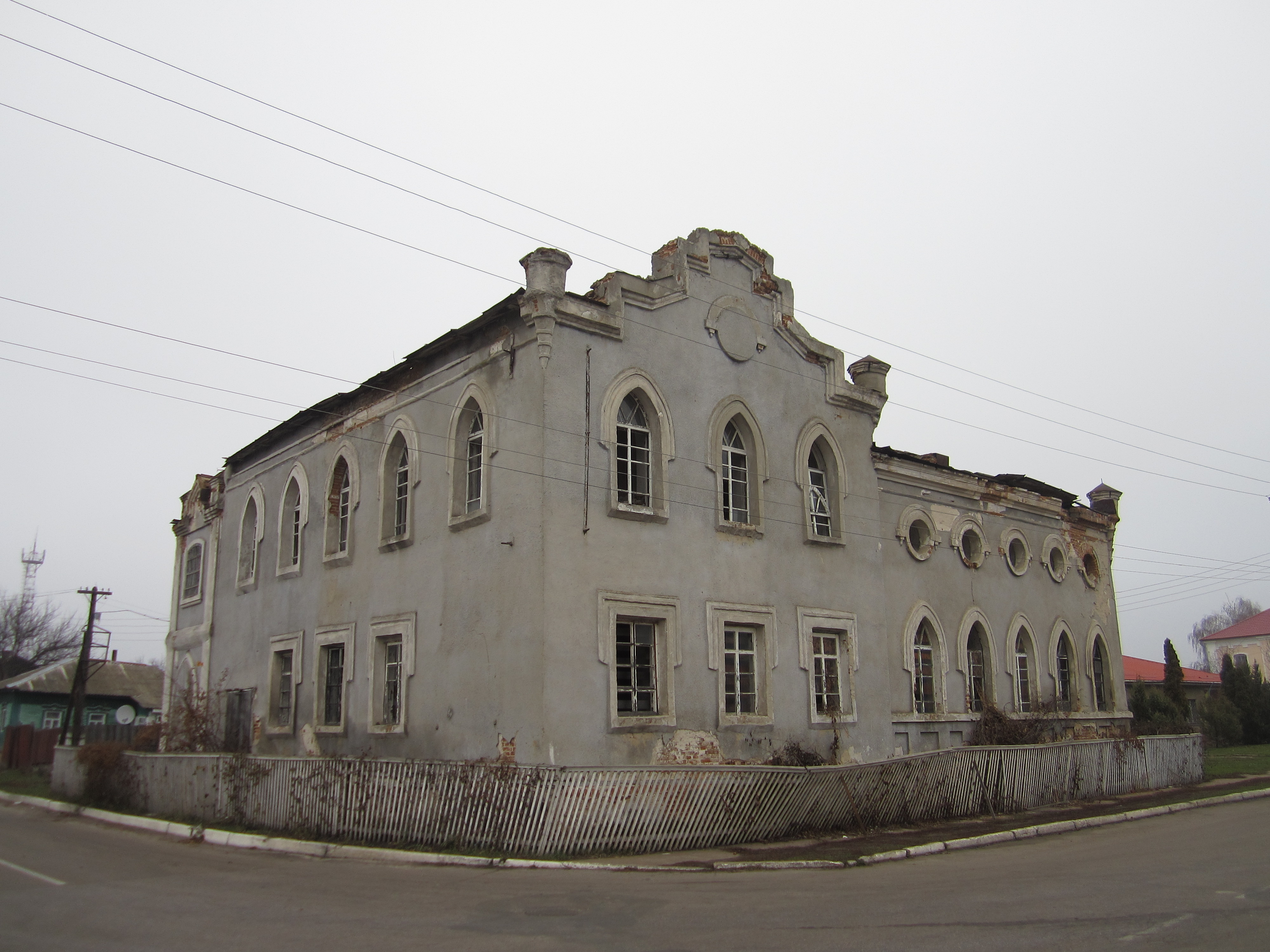
Antigua sinagoga de Kórop
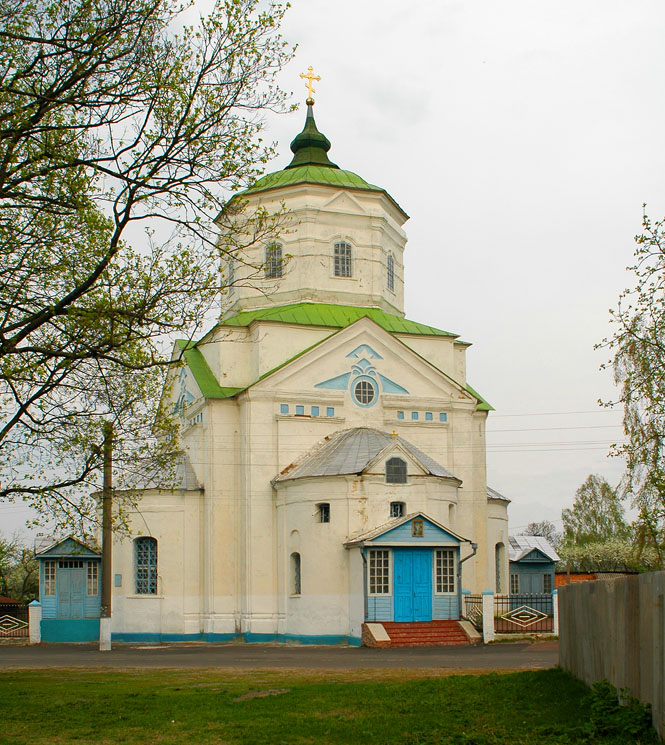
Iglesia de la Ascensión
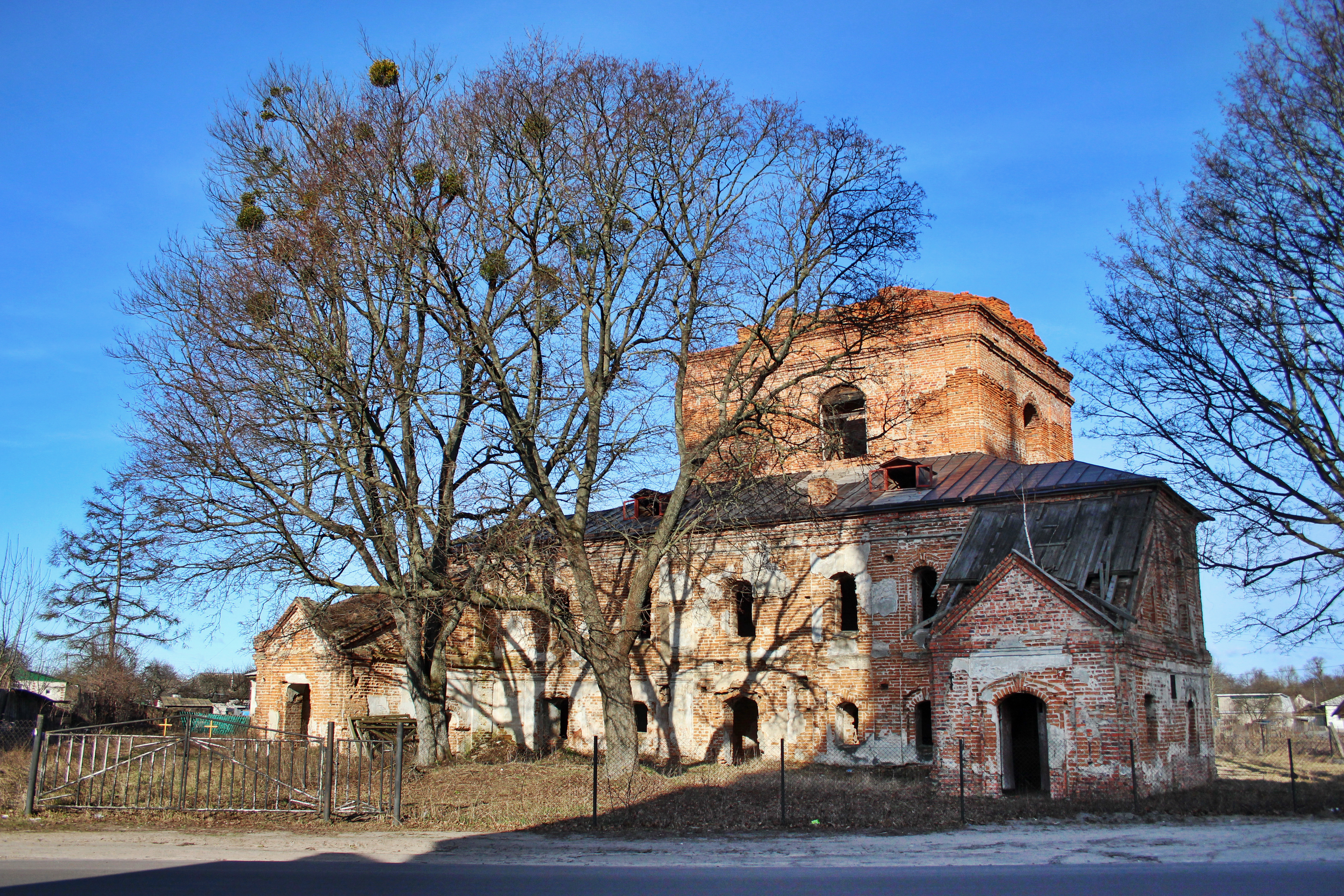
Ruinas de la Iglesia de San Elías (Kórop)